# Klwów (gmina)
Klwów (do 1870 gmina Sulgostów) – gmina wiejska w województwie mazowieckim, w powiecie przysuskim. W latach 1975–1998 gmina położona była w województwie radomskim.
Siedziba gminy to Klwów.
Według danych z 30 czerwca 2004 gminę zamieszkiwało 3467 osób.
Dzielnice wsi to Klwowska Wola i Klwów, w czasach przedwojennych były to oddzielne wsie, połączone po II wojnie światowej.
W rankingu "Samorządowi Liderzy Funduszy Strukturalnych" w roku 2005 gmina Klwów zajęła 1317. miejsce na 1591 gmin wiejskich.
Według danych z 31 grudnia 2019 roku gminę zamieszkiwało 3380 osób.

## Struktura powierzchni
Według danych z roku 2002 gmina Klwów ma obszar ok. 90,46 km², w tym:
- użytki rolne: 73%
- użytki leśne: 21%

Gmina stanowi 11,3% powierzchni powiatu.

## Demografia

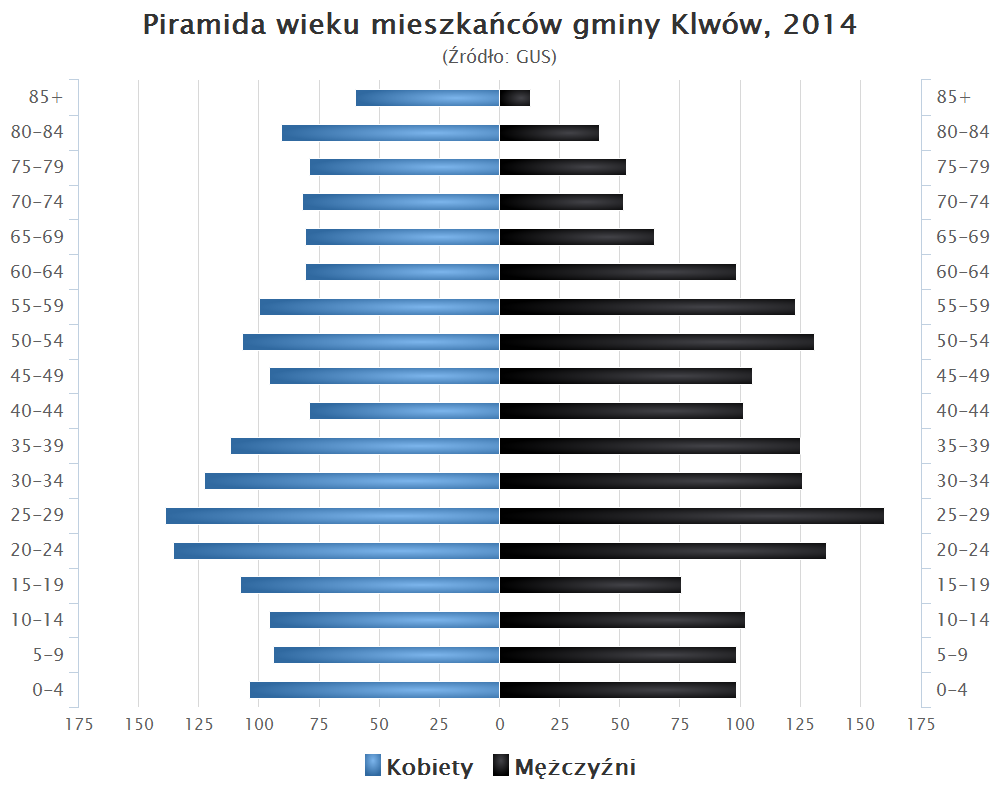
Piramida wieku mieszkańców gminy Klwów w 2014 roku

Dane z 2006:
| Opis                              | Ogółem | Ogółem | Kobiety | Kobiety | Mężczyźni | Mężczyźni |
| --------------------------------- | ------ | ------ | ------- | ------- | --------- | --------- |
| jednostka                         | osób   | %      | osób    | %       | osób      | %         |
| populacja                         | 3470   | 100    | 1721    | 49,5    | 1749      | 50,5      |
| gęstość zaludnienia (mieszk./km²) | 38,3   | 38,3   | 19      | 19      | 19,4      | 19,4      |

## Sołectwa
Borowa Wola, Brzeski, Drążno, Głuszyna, Kadź, Klwów, Kłudno, Ligęzów, Nowy Świat, Podczasza Wola, Przystałowice Duże, Przystałowice Duże-Kolonia, Sady-Kolonia, Sulgostów, Ulów, Kolonia Ulów
Wsią bez statusu sołectwa jest Klwowska Wola.

## Sąsiednie gminy
Nowe Miasto nad Pilicą, Odrzywół, Potworów, Rusinów, Wyśmierzyce